# Джанлука Комото
Джанлука Комото (на италиански: Gianluca Comotto) е италиански професионален футболист, десен защитник. Той е играч на Фиорентина. Висок е 182 см.